# Dekanat piotrkowski (archidiecezja łódzka)
Dekanat piotrkowski – dekanat należący do Archidiecezji łódzkiej, położony w jej południowo-wschodniej części. Obszarowo obejmuje miasto Piotrków Trybunalski oraz pobliskie miejscowości: Daszówka, Kargał-Las, Michałów, Raków, Rokszyce i Rokszyce Szkolne.
W sierpniu 2015 roku dokonano nowego podziału terytorialnego dekanatów Archidiecezji Łódzkiej, na mocy czego do dekanatu piotrkowskiego zaliczały się także miejscowości: Bujny, Gomulin, Milejów, Sulejów, Szydłów oraz Witów.
Zamieszkuje go ok. 90,5 tys. mieszkańców.
Dziekanem był ks. kan. Stanisław Nowacki, proboszcz parafii Najświętszego Serca Jezusowego w Piotrkowie Trybunalskim. Funkcję wicedziekana pełni ks. kanonik Franciszek Haber, proboszcz parafii św. Jacka i św. Doroty. Ojcem duchownym jest o. Mieczysław [Ambroży] Wójcik OFM z kościoła rektoralnego pw. Znalezienia Świętego Krzyża w Piotrkowie (w parafii św. Jakuba).
Dekanat składał się z 8 piotrkowskich parafii:
- Parafia świętego Jana Pawła II
- Parafia Miłosierdzia Bożego
- Parafia Najświętszej Maryi Panny Królowej Pokoju
- Parafia Najświętszego Serca Jezusowego
- Parafia Nawiedzenia Najświętszej Maryi Panny
- Parafia świętego Brata Alberta Chmielowskiego
- Parafia świętego Jacka i świętej Doroty
- Parafia świętego Jakuba Apostoła

W skład dekanatu wchodziło także 6 parafii spoza terenu miasta:
- Parafia św. Wawrzyńca w Bujnach
- Parafia św. Mikołaja w Gomulinie
- Parafia Opieki św. Józefa, św. Marii Magdaleny i Aniołów Stróżów w Milejowie
- Parafia św. Floriana w Sulejowie
- Parafia Matki Boskiej Nieustającej Pomocy w Szydłowie
- Parafia św. Małgorzaty i św. Augustyna w Witowie

1 września 2020 abp metropolita łódzki Grzegorz Ryś wydał dekret o przywróceniu dekanatu sulejowskiego, wyłączając następujące parafie z dekanatu piotrkowskiego:
- Parafia świętego Brata Alberta Chmielowskiego
- Parafia św. Wawrzyńca w Bujnach
- Parafia Opieki św. Józefa, św. Marii Magdaleny i Aniołów Stróżów w Milejowie
- Parafia św. Floriana w Sulejowie
- Parafia św. Małgorzaty i św. Augustyna w Witowie

W związku z reorganizacją dekanatów, funkcję dziekana dekanatu piotrkowskiego powierzono ks. prałatowi Grzegorzowi Gogolowi.
Obecnie dekanat piotrowski stanowią parafie:
- Parafia świętego Jana Pawła II
- Parafia Miłosierdzia Bożego
- Parafia Najświętszej Maryi Panny Królowej Pokoju
- Parafia Najświętszego Serca Jezusowego
- Parafia Nawiedzenia Najświętszej Maryi Panny
- Parafia świętego Jacka i świętej Doroty
- Parafia świętego Jakuba Apostoła
- Parafia św. Mikołaja w Gomulinie
- Parafia Matki Boskiej Nieustającej Pomocy w Szydłowie